# Токіо-Наріта
Міжнародний аеропорт Наріта (яп. 成田国際空港, なりたこくさいくうこう, Narita Kokusai Kūkō; англ. Narita International Airport) — приватний вузловий міжнародний аеропорт в Японії, розташований у місті Наріта префектури Тіба. Розпочав роботу 1978 року як Новий Токійський міжнародний аеропорт. Спеціалізується на міжнародних авіарейсах. 2004 року перетворений на акціонерне товариство Міжнародний аеропорт Наріта. Скорочена назва — Нарітський аеропорт.